# إيفان وارنر
إيفان وارنر (بالإنجليزية: Ivan Warner)‏ هو قاضي وسياسي أمريكي، ولد في 18 فبراير 1919، وتوفي في 26 يناير 1994. حزبياً، نشط في الحزب الديمقراطي. وقد انتخب عضو جمعية ولاية نيويورك وانتخب عضو مجلس ولاية نيويورك.